# Calea pentozo-fosfat

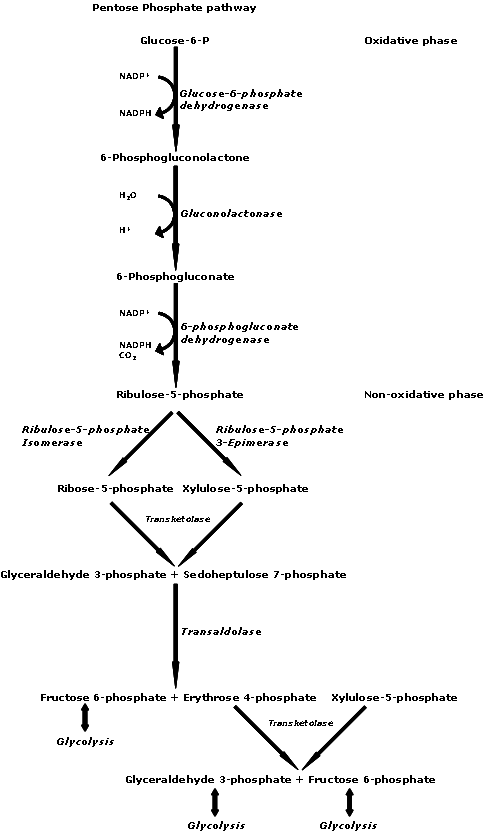
Reprezentare schematică a căii pentozo-fosfat

Calea pentozo-fosfat (denumită și șuntul pentozo-fosfat-hexozo-monofosfat) este o cale metabolică alternativă de degradare a glucozei, cea principală fiind glicoliza. În urma acesteia se obțin echivalenți reduși de timpul NADPH (nicotinamid-adenin-dinucleotid-fosfat) și diverse pentoze (glucide cu cinci atomi de carbon), precum și riboză-5-fosfat (un precursor important al sintezei de nucleotide).
Calea pentozo-fosfat este alcătuită din două faze diferite. Prima fază, denumită faza oxidativă, este cea în care are loc generarea de NADPH, iar cea de-a doua fază este o etapă non-oxidativă de sinteză a glucidelor cu cinci atomi de carbon. Pentru majoritatea organismelor, calea pentozo-fosfat se desfășoară la nivel citosolic, iar la plante are loc în plastide.
În mod similar glicolizei, se consideră că această cale metabolică își are originile evolutive în trecutul îndepărtat. Reacțiile caracterisitice căii sunt în majoritate catalizate de enzime specifice, totuși unele se pot desfășura și fără cataliza enzimatică, ci doar în prezența unor ioni metalici, precum ionii feroși (Fe2+).

## Importanță
În urma reacțiilor din calea pentozo-fosfat se obțin următorii produși de reacție:
- Echivalenți reducători, sub formă de nicotinamid-adenin-dinucleotid-fosfat redus (NADPH), cu un rol esențial în reacțiile biosintetice reductive ce au loc în celulă (cum ar fi, de exemplu, sinteza acizilor grași).
- Riboză-5-fosfat (R5P), utilizat în sinteza de nucleotide și acizi nucleici.
- Eritroză-4-fosfat (E4P), utilizat în sinteza de aminoacizi aromatici.

Una dintre utilizările NADPH la nivel celular este prevenirea stresului oxidativ. Acestea reduce glutationul cu ajutorul glutation-reductazei, iar glutationul convertește specia foarte reactivă H2O2 (peroxid de hidrogen) la H2O cu ajutorul glutation-peroxidazei. În lipsa acestuia, H2O2 ar fi convertit la radicali liberi hidroxil, care atacă celula. Eritrocitele, de exemplu, generează o cantitate mare de NADPH ca urmare a căii pentozo-fosfat, cu scopul de a-l utiliza pentru reducerea glutationului.

## Secvența de reacții

### Faza oxidativă
În această fază, două molecule de NADP+ sunt reduse la NADPH, utilizând energia furnizată de conversia glucoză-6-fosfatului la ribuloză-5-fosfat.

Faza oxidativă a căii pentozo-fosfaților.
Glucoză-6-fosfat (1), 6-fosfoglucono-δ-lactonă (2), 6-fosfogluconat (3), ribuloză-5-fosfat (4)

Secvența de reacții a acestei faze se regăsește în tabel:
| Reactanți                      | Produși                            | Enzima                         | Descriere |
| Glucoză-6-fosfat + NADP+       | → 6-fosfoglucono-δ-lactonă + NADPH | Glucozo-6-fosfat dehidrogenază | Dehidrogenare. |
| 6-fosfoglucono-δ-lactonă + H2O | → 6-fosfogluconat + H+             | 6-fosfogluconolactonază        | Hidroliză |
| 6-fosfogluconat + NADP+        | → ribuloză-5-fosfat + NADPH + CO2  | 6-fosfogluconat dehidrogenază  | Decarboxilare oxidativă. NADP+ este acceptorul de electron, generând o altă molecule de NADPH, o moleculă de CO2 și ribuloză-5-fosfat. |

Reacția totală a acestui proces este:
Glucoză-6-fosfat + 2 NADP+ + H2O → ribuloază-5-fosfat + 2 NADPH + 2 H+ + CO2

### Faza neoxidativă
| Reactanți                                       | Produși                                           | Enzime                        |

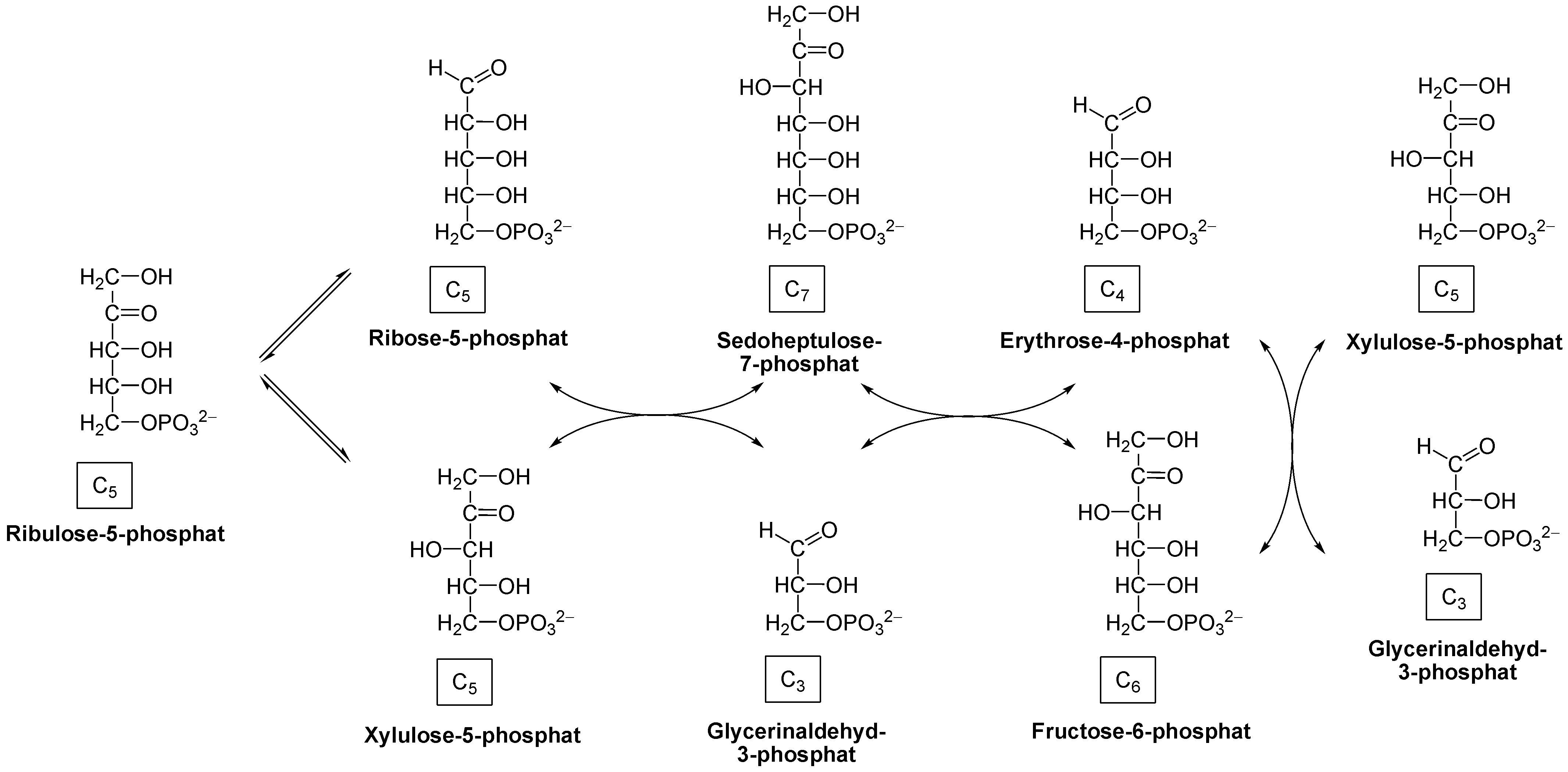
Faza neoxidativă a căii pentozo-fosfaților

| ribuloză-5-fosfat                               | → riboză-5-fosfat                                 | Riboză-5-fosfat-izomerază     |
| ribuloză-5-fosfat                               | → xiluloză-5-fosfat                               | ribuloză-5-fosfat-3-epimerază |
| xiluloză-5-fosfat + riboză-5-fosfat             | → gliceraldehid-3-fosfat + sedoheptuloză-7-fosfat | transcetolază                 |
| sedoheptuloză-7-fosfat + gliceraldehid-3-fosfat | → eritroză-4-fosfat + fructoză-6-fosfat           | transaldolază                 |
| xiluloză-5-fosfat + eritroză-4-fosfat           | → gliceraldehid-3-fosfat + fructoză-6-fosfat      | transcetolază                 |

Reacția totală a acestui proces este:
3 Ribuloză-5-fosfat → 1 riboză-5-fosfat + 2 xiluloză-5-fosfat → 2 fructoză-6-fosfat + gliceraldehid-3-fosfat